# نوري الجراح
نوري الجراح شاعر من سوريا مقيم في بريطانيا وهو من مواليد دمشق 1956 م.

## سيرة ذاتية
انتقل نوري الجراح إلى بيروت وعمل في الصحافة الأدبية منذ مطلع الثمانينات، فأدار تحرير مجلة «فكر» الأدبية التي أسسها هنري حاماتي ونصري الصايغ. ترك بيروت وعاش في قبرص سنتين، ثم هاجر إلى لندن وأقام هناك منذ سنة 1986. عمل في مجلة «الحوادث» وصحيفة الحياة، وغيرها من صحف المهجر.

## نشاط مهني
يشرف نوري الجراح، ما بين لندن ودولة الإمارات، على «المركز العربي للادب الجغرافي -ارتياد الآفاق»، و«جائزة ابن بطوطة للأدب الجغرافي»، و«ندوة الرحالة العرب والمسلمين: اكتشاف الذات والآخر» التي تنعقد سنوياً في عاصمة شرقية.
قبل ذلك، ساهم إلى جانب كل من رياض الريس وأنسي الحاج وزكريا تامر في تأسيس مجلة الناقد الشهرية الثقافية الحرة، وعمل فيها مديراً للتحرير ما بين 1988 و1993.
وفي الفترة ما بين 1993 و1995 أسس ورأس تحرير مجلة الكاتبة كأول منبر ثقافي عربي شهري يصدر من لندن ويوزع في العالم العربي ويعنى بمغامرة المرأة في الكتابة ومغامرة الكتابة في المرأة، وشاركت في الكتابة على صفحاتها نخبة من أهم الكاتبات والكتاب العرب.
كما أسس أول جائزة عربية للرواية التي تكتبها المرأة تحت اسم «جائزة الكاتبة للرواية» وحازت عليها في دورتها الأولى سنة 1994 الروائية اللبنانية هاديا سعيد عن روايتها «بستان أسود».
وفي سنة 1999 أسس ما بين لندن وقبرص مجلة «القصيدة» منبراً للشعر الحر وللأفكار الجديدة حول الشعر.

## أعماله الشعرية
صدرت له عشر مجموعات شعرية هي:
1. الصبي، بيروت 1982
2. مجاراة الصوت، لندن 1988
3. نشيد صوت، كولونيا 1990
4. طفولة موت، الدار البيضاء 1992
5. كأس سوداء، لندن 1993
6. القصيدة والقصيدة في المرآة بيروت 1995
7. صعود أبريل بيروت 1996
8. حدائق هاملت بيروت 2003
9. طريق دمشق والحديقة الفارسية في مجلد واحد 2004.
10. الأعمال الشعرية الكاملة صدرت له عن المؤسسة العربية للدراسات والنشر في مجلدين، سنة 2008.
11. لَا حَرْب في طُرْوَادَة - كلماتْ هُومِيرُوسْ الأَخِيرَةْ. صدرت له عن منشورات المتوسط في مجلد، سنة 2019.

كما ترجمت بعض أعماله الشعرية إلى لغات عدة منها، اللغة الفارسية، الفرنسية، الإسبانية، الإنكليزية، الإيطالية اليونانية، التركية، البولونية، الفلمانية.

## كتبوا عنه
1. أصدر الروائي العراقي علي بدر كتاباً عن تجربته ضم مختارات ودراسة في شعره تحت عنوان «أمير نائم وحملة تنتظر» 2005.
2. صدرت له مختارات شعرية في القاهرة تحت عنوان «رسائل أوديسيوس» مع مقدمة للناقد السوري خلدون الشمعة من منشورات الهيئة العامة لقصور الثقافة 2008.

## كتب للطفولة
1. أصدر كتابين للأطفال عن «دار فرح» في سلسلة نشرت لزكريا تامر ونصري الصايغ وحسن عبد الله وآخرين، والكتابين هما: الصدفة والإمبراطور - وقد نشر الكتابان باللغات الإنكليزية والإسبانية والتشيكية والصينية والفارسية.
2. كما نشر عشرات القصص المنشورة في صحافة الأطفال والناشئة في بيروت والقاهرة خلال عقدي الثمانينات والتسعينات.

### جوائز
- حاز نوري الجراح على جائزة الدولة لأدب الأطفال في قطر 2008 عن كتابه «كتاب الوسادة / للأطفال من 7 إلى 77 سنة». وصدر الكتاب في الدوحة.[3]
- حاز على جائزة ماكس جاكوب 2023، عن فئة الشعر المترجَم، وذلك عن كتابه "ابتسامة النائم"، الذي يضمّ مختارات من شعره.[4][5]

## كتب أخرى
له في الثقافة والسياسة وأدب الرحلة:
- كتاب «الفردوس الدامي – 31 يوماً في الجزائر» الذي جاء ثمرة رحلة في الجغرافية الدموية الجزائرية سنة 1998، صدر أولاً بالفرنسية في باريس في 6 كراسات منفصلة سنة 1999، ثم صدر بالعربية سنة 2000 عن «دار رياض الريس» في بيروت.
- كتاب «بيت بين النهر والبحر _ حول اللاجئين الفلسطينيين والعودة». ستة 2000 عن المؤسسة العربية للدراسات والنشر في بيروت.
- حقق وحرر عدد من الرحلات العربية في إطار مشروع «ارتياد الآفاق» صدرت عن دار السويدي ما بين 2001 و2003 منها:
  - «الذهب والعاصفة – رحلة الياس حنا الموصلي إلى أميركا سنة 1668»
  - «رحلة الحبشة- من الآستانة إلى أديس أبابا سنة 1896» لصادق باشا المؤيد العظم
  - «رحلة الوزير في افتكاك الاسير» - 1690 محمد الغساني الأندلسي
  - "رحلة إلى أعالي النيل 1839 - 1840 لسليم قبطان
  - «رحلة ابن خلدون» - تحقيق ابن تاويت الطنجي
  - «رحلة إلى الهند 1899» مار أثناسيوس أغناطيوس نوري
  - «رحلة البطريرك مكاريوس الحلبي إلى روسيا 1765»
  - «رسائل البشرى في السياحة بألمانيا وسويسرا- رحلة عربي من برلين إلى برلين 1889» حسن توفيق العدل
  - «حول العالم في 76 عاماً - رحلات نقولا زيادة» - تحقيق وتقديم.
  - كتاب «الأولمب الإفريقي» الجزائر بعيون عربية 1900-1905.
  - كتاب «أوروبا في مرايا الرحالين العرب.»، ومن بين الرحالة الذين ذكرهم أحمد أفوقاي صاحب رحلة الشهاب إلى لقاء الأحباب.

## مشاركات
حاضر نوري الجراح في العديد من الجامعات وبيوت الثقافة في الوطن العربي والعالم، في قضايا المرأة والكتابة، وأدب الرحلة، و«تجليات صور الآخر في الثقافة العربية»، وفي الشعر وتجربته الشعرية، منها: «بيت ثقافات العالم» في برلين، «معهد العالم العربي» في باريس، «بيت الفنون» البريطاني، «منتدى صقلية للحوار العربي الأوروبي»، «جامعة قسنطينة»، «ندوة شومان الشهرية» عمان، «مؤسسة التعليم الألماني» الهيئة الألمانية للتبادل الثقافي في القاهرة. وفي «المجمع الثقافي» في أبو ظبي، وفي «وزارة التربية في الكويت»، و«اللجنة الوطنية للـيونسكو في سلطنة عمان». وغيرها الكثير من المعاهد والمؤسسات العلمية في أنحاء العالم.

## وصلات خارجية
- نوري الجراح على موقع أرشيف الشارخ.
- روافد: حوار توثيقي مع نوري الجراح. العربية نت